# 箭頭尖鰭鮫
箭頭尖鰭鮫（学名：Centrophorus uyato），又名同齒刺鯊、棘沙、刺鯊、沙魚，为尖鰭鮫科刺鯊屬下的一个种。